# BHNS Aixpress
L'Aixpress est un bus à haut niveau de service (BHNS) créé en 2019 et géré par le service La Métropole Mobilité de la Métropole d'Aix-Marseille-Provence. Il parcourt une dizaine de kilomètres dans Aix en Provence, du quartier St Mitre au Parking Relais Krypton.

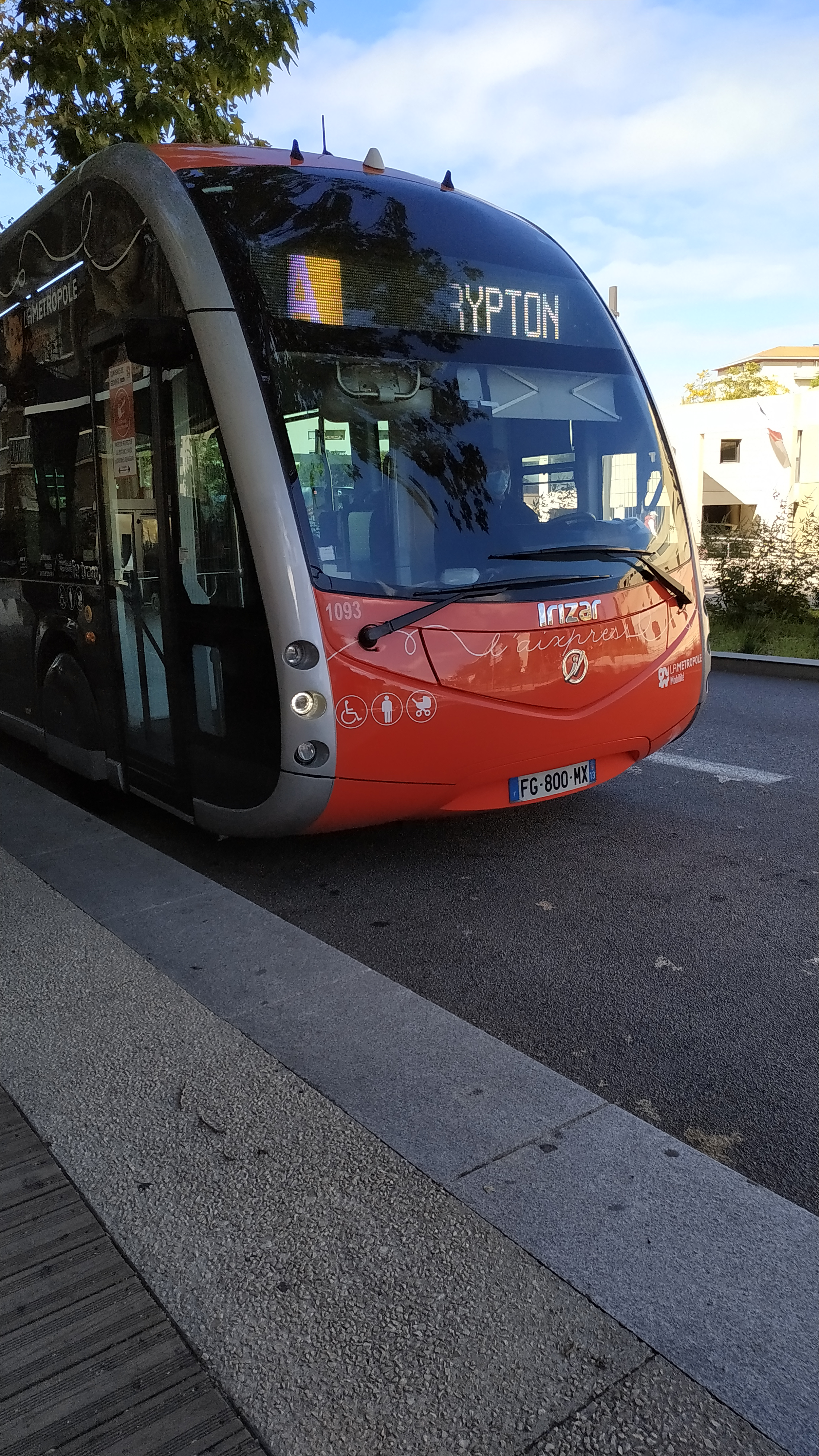
Un bus Aixpress à la gare routière d'Aix-en-Provence

## Présentation
Ce moyen de transport moderne obtient, par sa fréquence de 6 à 7 min en heure de pointe, un total conséquent de 20 000 voyageurs par jour (Une fréquentation en hausse depuis 2019). Ce bus est électrique et dessert le centre d'Aix-en-Provence depuis le quartier St Mitre, au Nord-Ouest, jusqu'aux universités, au Sud-Est de la ville, en passant par les facultés du site Schuman, la gare SNCF d'Aix-en-Provence, la Rotonde, la gare routière d'Aix-en-Provence, la Fondation Vasarely et le Parking Relais Lieutenant Colonel Jeanpierre. Il circule tous les jours jusqu'à minuit et les samedi et dimanche jusqu'à 1h du matin. L'exploitation de ce bus est, à l'exception des autres bus aixois gérés par Keolis, confiée à la RTM après la fusion avec la RDT 13.

## Itinéraire et stations
|  |   |  | Stations                      | Lat/Long                    | Communes desservies | Correspondances      |
|  | - |  | ----------------------------- | --------------------------- | ------------------- | -------------------- |
|  | ■ |  | Krypton                       | 43° 30′ 41″ N, 5° 26′ 56″ E | Aix-en-Provence     | 9 16 Parc relais     |
|  | • |  | Fenouillères                  | 43° 30′ 49″ N, 5° 26′ 54″ E | Aix-en-Provence     | 9                    |
|  | • |  | Schuman                       | 43° 30′ 55″ N, 5° 26′ 45″ E | Aix-en-Provence     |                      |
|  | • |  | Facultés                      | 43° 31′ 08″ N, 5° 26′ 49″ E | Aix-en-Provence     |                      |
|  | • |  | Gare SNCF                     | 43° 31′ 22″ N, 5° 26′ 45″ E | Aix-en-Provence     | 4 8 M2               |
|  | • |  | Victor Hugo                   | 43° 31′ 30″ N, 5° 26′ 47″ E | Aix-en-Provence     |                      |
|  | • |  | Rotonde                       | 43° 31′ 32″ N, 5° 26′ 41″ E | Aix-en-Provence     | 5 6 7 10 11 17 24 25 |
|  | • |  | Gare routière Belges          | 43° 31′ 26″ N, 5° 26′ 34″ E | Aix-en-Provence     | 5 6 7 10 11 17 24 25 |
|  | • |  | Gare routière                 | 43° 31′ 25″ N, 5° 26′ 21″ E | Aix-en-Provence     | 4 5 6 11 12 15 17 18 |
|  | • |  | Encagnane Mairie Annexe       | 43° 31′ 26″ N, 5° 26′ 01″ E | Aix-en-Provence     | 5 26                 |
|  | • |  | Europe                        | 43° 31′ 29″ N, 5° 25′ 46″ E | Aix-en-Provence     | 9 26                 |
|  | • |  | Saint-John Perse              | 43° 31′ 30″ N, 5° 25′ 27″ E | Aix-en-Provence     | 9 26                 |
|  | • |  | Vasarely                      | 43° 31′ 19″ N, 5° 25′ 26″ E | Aix-en-Provence     |                      |
|  | • |  | Coq d'Argent                  | 43° 31′ 19″ N, 5° 25′ 07″ E | Aix-en-Provence     | 8                    |
|  | • |  | Deffens                       | 43° 31′ 27″ N, 5° 24′ 59″ E | Aix-en-Provence     |                      |
|  | • |  | Thermidor                     | 43° 31′ 35″ N, 5° 25′ 02″ E | Aix-en-Provence     | 9                    |
|  | • |  | Lieutenant Colonel Jeanpierre | 43° 31′ 52″ N, 5° 25′ 00″ E | Aix-en-Provence     | 8 Parc relais        |
|  | • |  | Centre commercial Bouffan     | 43° 32′ 00″ N, 5° 24′ 58″ E | Aix-en-Provence     | 3 8 26               |
|  | ■ |  | Saint-Mitre                   | 43° 32′ 12″ N, 5° 25′ 09″ E | Aix-en-Provence     | 22 26                |

## Caractéristiques
| Nombre de stations           | 19                                         |
| Longueur du tracé            | 7,2 km                                     |
| Carburant                    | électrique (ie Tram), Diesel (Crossway LE) |
| Modèle                       | Irizar ie Tram et Irisbus Crossway LE      |
| Longueur des bus             | 12 mètres                                  |
| Flotte                       | 18                                         |
| Fréquence de passage         | 7 minutes                                  |
| Nombre de voyageurs par jour | 20 000                                     |